# Novela en El Salvador
La novela en El Salvador es la producción literaria en el género novelístico y sus variantes; vinculada, en diferentes formas y aspectos, con aquel país.

## Los inicios. El siglo XIX
La novela salvadoreña nace bajo el signo del costumbrismo, muchas veces de tinte festivo y humorístico. 
En 1880, F. Alfredo Alvarado publica la novela histórica por entregas Las ruinas en La Gaceta, inspirada en el terremoto de San Salvador de 1879.
A fines del siglo XIX, el doctor Hermógenes Alvarado (padre) publica Aventuras del gran Morajúa y Los apuros de un francés (1896), en estilo suelto y castizo, como lo describe el erudito Luis Gallegos Valdés. 
Adrián Meléndez Arévalo publicó, en 1899 El crimen de un rábula, novela histórica nacional. Lorenza Cisneros (ensayo de novela histórica) vería la luz hasta 1916.

## Prosistas de la primera mitad del siglo XX
A principios del siglo XX el ensayo, el cuento, la leyenda, la conferencia, la tesis y la crónica eran los géneros más cultivados por los prosistas de El Salvador. En orden cronológico se enumeran algunos de los autores con más renombre local.  
Miguel Escamilla publica en 1908 Cosas del terruño, novela nacional dedicada a la clase popular urbana.
José Garrik (pseudónimo literario de Abraham Ramírez Peña) escribió las novelas Almas grandes (1912) y Cloto (Editorial Sopena de Barcelona, España, al parecer en 1916).
Manuel Delgado escribió una novela corta, Roca-Celis (sobre un caso jurídico real) a principios de siglo.
Julio Enrique Ávila, de vena más bien poética, da forma de novela a su drama lírico El vigía sin luz, de 1927.
En 1933, el abogado José Leiva escribe, pensando en obsequiar a sus amigos, la novela El indio Juan (Espasa Calpe, Madrid, 1933), una edición de apenas 100 ejemplares.
Relatos largos como Doctor Gonorreitigorrea (publicado en 1926, excelente en cuanto a su construcción y al fino sentido de su sátira) y La muerte de la tórtola (1933, novela de enredo), ambos de T.P. Mechín (pseudónimo del general José María Peralta Lagos); y El Jetón, de Arturo Ambrogi publicado en 1936, podrían también ser considerados como "novelines" o novelas cortas.
Una vida en el cine, obra ambientada en la década de 1910, es el único intento de escribir novela del pensador y ensayista autodidacta Alberto Masferrer. El mismo autor calificó a su obra como "desmañado y tardío intento de novela", a su amigo y también escritor chileno Magallanes Moure.
Alberto Rivas Bonilla, médico de profesión, cambió el bisturí por la pluma y escribió una sola novela, Andanzas y malandanzas (1936), libro de profundo arraigo en la cultura salvadoreña, por lo colorido y picaresco. La prosa de Rivas Bonilla alcanza alturas clásicas sin renunciar al tema campesino y costumbrista.
Salvador Salazar Arrué, mejor conocido como Salarrué (poeta, pintor, cuentista y místico) publica su única novela, un tríptico de ambiente rural llamado El señor de La Burbuja, un esfuerzo bisoño pero mágico y de gran altura intelectual.
En 1940, la Editorial Ercilla de Santiago de Chile publica Trenes, primera novela (se le ha llamado novela poemática) de Miguel Ángel Espino. Espino publicó su segunda novela en México, Hombres contra la muerte, quizá su obra más difundida (1947) y considerada por algunos una de las novelas más importantes hechas por un centroamericano.
J. Edgardo Salgado escribió tres novelas: Sor Clemencia, Maldición y Vidal Cruz (1949), esta última con regusto bucólico, en palabras de Gallegos Valdés.
Dentro del concepto de novela de realismo costumbrista, con ambientación campesina y tinte social, se distingue Jaraguá, la única novela de Napoleón Rodríguez Ruiz, considerada como un verdadero clásico nacional.

## Desde 1950 hasta el fin de siglo.
La novela salvadoreña evoluciona con lentitud desde el costumbrismo hasta el realismo social. Desde 1979 hasta principio de los años noventa el género testimonial prevalece sobre otras formas de literatura, todo como consecuencia de la guerra civil de más de una década.
En 1956 Rolando Vásquez publica Entre la selva de neón, relato de corte folletinesco ambientado en los bajos fondos de la Ciudad de México.
Ramón González Montalvo, de inspiración vernácula y discípulo de Ambrogi (en palabras del propio maestro), publicó dos novelas: Las Tinajas y Barbasco (1960).
Justicia, señor Gobernador (1960) y Cada día tiene su afán (1964) son las dos novelas del escritor unionense Hugo Lindo, cuya obra más relevante es poética, pero que se desenvuelve también con excelencia en lo prosístico. También publicó una novela que constituye, quizás, la primera narración extensa de ciencia ficción en la literatura salvadoreña: Yo soy la memoria (1983), publicada por UCA Editores.
Claribel Alegría (nacida en Nicaragua, de madre salvadoreña) y su esposo Darwin J. Flakoll (U.S.A.) coescribieron una novela testimonial de gran factura, Cenizas de Izalco, cuya primera edición vio la luz en 1966 (Seix-Barral).
Yolanda C Martínez ha escrito varias novelas que han gozado de gran difusión local: Esos fríos ojos azules y Corazón ladino, entre otras.
Manlio Argueta, poeta y novelista de la llamada Generación Comprometida, ha cosechado premios y reconocimientos con varias novelas que han logrado resonancia internacional: El Valle de las Hamacas (1970), Caperucita en la Zona Roja (1975) y Un día en la vida(1980).
De toda la extensa obra del narrador, cuentista, poeta y novelista David Escobar Galindo destaca Una grieta en el agua (1972) y La estrella cautiva (1986).
Roque Dalton García, quizá el escritor salvadoreño más conocido en el exterior y también miembro de la Generación Comprometida publicó una sola novela (edición póstuma) en 1976: Pobrecito poeta que era yo... , rica en protesta, crítica social y realismo crítico.
Horacio Castellanos Moya: nacido en Honduras, criado en El Salvador. Su primera novela fue La diáspora (Premio Nacional de Novela 1988). Le siguieron la controvertida El Asco (1997) y La diabla en el espejo (2001). Su obra es una exploración crítica de la temática y retórica de la violencia.
Rafael Menjívar Ochoa forma parte de la llamada Generación del Cinismo, con Castellanos Moya, Escudos y Miguel Huezo Mixco. Entre sus novelas están las premiadas Historia del traidor de Nunca Jamás (1985) y Los años marchitos (1990); además ha publicado Los héroes tienen sueño, De vez en cuando la muerte, Trece, Un buen espejo y Cualquier forma de morir (2006).
Alfonso Quijada Urías (Alfonso Kijadurías) publicó, en 1996 Lujuria Tropical. Más que narrativa, su obra principal ha sido poética.
Ricardo Lindo Fuentes hijo de Hugo Lindo. Poeta, crítico, narrador, dramaturgo, novelista y pintor. Su novela El canto aún cantado (1999), aunque poco difundida, alcanza una altura una poética-mágica pocas veces vista a nivel nacional. Su novela Tierra cuya edición completa fue en 1996, previamente tuvo una edición parcial en 1992, donde falta la segunda parte Nuestro señor de los venados también ha tenido importante acogida por la crítica y ha sido motivo de estudio en otras universidades centroamericanas, como la costarricense.
Waldo Chávez Velasco, narrador, cuentista, poeta y dramaturgo, incursionó dos veces en novela: ¿Quién secuestró a Scott? (1999) y Sonata de la violencia (2002).
Jacinta Escudos ganó el Premio Centroamericano de Novela Mario Monteforte Toledo 2003 con su celebrada obra A-B Sudario. Mucha de su obra está aún inédita.
David Hernández, filólogo, radicado en Alemania, ha publicado tres novelas: Salvamuerte (1992), Putolión (1995) y Berlín, años guanacos, ganadora del Premio Nacional Alfaguara de Novela 2004.
Carlos Alberto Soriano, poeta y novelista. Ganador del prestigioso premio Centroamericano Rogelio Sinán en Panamá, en 2006, con una novela sobre el horror de las pandillas. Celebrado por la lírica de su prosa. Ha publicado Angeles Caídos (Editorial Lis 2005), "Listones de Colores (Univ. Tecnológica de Panamá, 2006) y Vaivén (DPI, Concultura 2006). Su primera novela publicada (Angeles Caídos) le valió el reconocimiento local e internacional al abordar el tema de la homosexualidad abiertamente desde una perspectiva más humana.
Reina Isabel Arias de Paniagua (n. 1963 -Intipucá, Depto de La Unión). Escritora novelista. Premio "Orgullo salvadoreño" por la Comunidades Unidas Salvadoreñas de Washington DC -2004-. Su obra: Entre Cielo y Tierra, publicada en 2006. Un desafió a la fe y el deseo de superación.

## Otros autores
- Carlo Antonio Castro: Los hombres verdaderos (1959).
- José Ortiz Narváez: Las Águilas de Cojutepeque (1966).
- Carmen Delia de Suárez: Cuando los hombres fuertes lloran (1976).
- Miguel A. Cobos: La casa gris (1975).
- María Elena Mendoza: Memorias de una terapeuta (1976).
- Carlos Lobato: Maizatlán (1977).
- Hugo Villarroel Ábrego: En el nombre de David (2004), que ha visto una segunda edición (electrónica) de la Editorial Artnovela (Buenos Aires, Argentina). El 27 de febrero de 2009 comenzó la promoción de su segunda novela, "La última vuelta de tuerca" (AvantiGráfica, San Salvador).
- Mariano Guzmán: Vértigo (2004), finalista del Premio Nacional Alfaguara de Novela 2004.
- Berné Ayala: La bitácora de Caín (2006).
- Roger Lindo: Perro en la niebla, de Editorial Verbigracia, de España.
- C. Gerardo Perla: El sabor de lo heroico, de Alcalá Grupo Editorial, España.